# Лірідон Краснікі
Лірідон Краснікі (алб. Liridon Krasniqi, нар. 29 травня 1992, Витина) — албанський футболіст, півзахисник клубу «Кедах».
Виступав, зокрема, за клуби «Нюрнберг» II та «Фетхієспор», а також молодіжну збірну Албанії.

## Клубна кар'єра

### Ранні роки
Народився 29 травня 1992 року в місті Витина. Розпочав свій футбольний шлях у юнацькій команді клубу «Нюрнберг», в складі якої займався до червня 2009 року. Потім перейшов до молодіжної академії клубу «Славія» (Прага)

### Млада Болеслав
2 березня 2011 року підписав свій перший професіональний контракт (до завершення сезону 2010/11 років) з клубом «Млада Болеслав» з Гамбрінус-ліги, у складі якого провів наступний рік своєї кар'єри гравця. 14 травня 2011 року зіграв свій перший та єдиний матч у футболці «Млада Болеслав» проти «Яблонця». Лірідо вийшов на поле на 69-ій хвилині, замінивши Онджея Куделу, а «Млада Болеслав» поступився у тому поєдинку з рахунком 1:2.

### Анкараспор
29 липня 2013 року підписав 3-річний контракт з клубом «Анкараспор» з турецької Першої ліги.

### Фетхієспор
Два дні по тому був відданий в оренду до іншого клубу турецької Першої ліги, «Фетхієспора». 18 серпня 2013 року дебютував у футболці свого нового клубу у програному (2:3) поєдинку проти клубу «1461 Трабзон», в якому відіграв увесь матч. Дебютним голом за «Фетхієспор» відзначився 25 вересня на 64-ій хвилині переможного (3:1) поєдинку кубку Туреччини проти «Кизилчаболукспору». 8 грудня в переможному (5:1) матчі проти «Денізліспора» Краснікі продемонстрував блискучу гру, відзначився голом на 76-ій хвилині, а також віддав дві результативні передачі, на 60-ій хвилині, коли голом відзначився Ахмет Арас, та на 90+3-ій хвилині, коли голом відзначився Кенан Карісік. Завдяки цьому був визнаний гравцем матчу та найкращим гравцем туру. 20 квітня 2014 року Лірідон знову відзначився голом у програному (1:3З матчі проти «Адани Демірспор», відкривши рахунок у поєдинку на 15-ій хвилині. Більшість часу, проведеного у складі «Фетхієспора», був основним гравцем команди.

### Кедах
9 квітня 2015 року приєднався до складу клубу «Кедах» з малайзійської Прем'єр-ліги. 17 квітня 2015 року забив свій перший м'яч у складі малайзійського клубу у ворота «Негері Сембілана», цей гол виявився переможним для «Кедаха» (1:0). У сезоні 2015 року Лірідон відзначився 4-ма голами та віддав 9 результативних передач у 14-ти матчах Прем'єр-ліги, завдяки цьому «Кедах» став переможцем чемпіонату й розпочав сезон 2016 року вже в Суперлізі. Також відзначився голом у воротах «Джохора» в останньому матчі групового етапу кубку Малайзії 2015 року. «Кедах» переміг у тому поєдинку й забезпечив собі місце у 1/4 фіналу турніру. Того сезону команда дійшла до фіналу, в якому з рахунком 0:2 поступилася «Селангору». Напередодні початку сезону 2016 року підписав 1-річний контракт з командою. 9 квітня 2016 року відзначився «дублем» у футболці «Кедаха» в нічийному (2:2) матчі малайзійської Суперліги проти «Пенанга». 30 жовтня 2016 року на стадіоні «Шах Алам» він допоміг «Кедаху» перемогти «Селангор» у фіналі кубку Малайзії. Основний та додатковий час поєдинку завершилися з нічийним рахунком 1:1. Краснікі став одним з гравців свої команди, які в серії післяматчевих пенальті не схибили з «точки» й допоміг «Кедаху» перемогти з рахунком 6:5.

## Виступи за збірну
29 березня 2011 року дебютував у футболці молодіжної збірної Албанії у товариському поєдинку проти Ізраїлю, замінивши Імрана Буньяку. На молодіжному рівні зіграв у 2 матчах.
13 січня 2014 року отримав право виступати у товариських матчах під егідою ФІФА за збірну Косова, країни свого народження. 5 березня 2014 року дебютував у футболці національної збірної Косова у товариському матчі проти Гаїті, матч завершився нульовою нічиєю, а Краснікі вийшов на поле на 71-ій хвилині замість Лорета Садіку.

## Стиль гри
Його основними сильними сторонами як плеймейкера є відмінне бачення поля, контроль м'яча, а також короткі й довгі діагональне передачі, що дозволяє йому постійно загострювати гру своєї команди, а також віддавати багато гольових передачі на товаришів по команді й форвадів.

## Статистика виступів

### Статистика клубних виступів
| Сезон                      | Команда                    | Чемпіонат                  | Чемпіонат | Чемпіонат | Національний кубок | Національний кубок | Національний кубок | Континентальні кубки | Континентальні кубки | Континентальні кубки | Інші змагання | Інші змагання | Інші змагання | Усього | Усього |
| Сезон                      | Команда                    | Ліга                       | Ігор      | Голів     | Ліга               | Ігор               | Голів              | Ліга                 | Ігор                 | Голів                | Ліга          | Ігор          | Голів         | Ігор   | Голів  |
| -------------------------- | -------------------------- | -------------------------- | --------- | --------- | ------------------ | ------------------ | ------------------ | -------------------- | -------------------- | -------------------- | ------------- | ------------- | ------------- | ------ | ------ |
| січ.-чер. 2011             | «Млада Болеслав»           | ЧЧ                         | 1         | 0         | КЧ                 | 0                  | 0                  | -                    | -                    | -                    | -             | -             | -             | 1      | 0      |
| 2011–12                    | «Млада Болеслав»           | ЧЧ                         | 0         | 0         | КЧ                 | 0                  | 0                  | -                    | -                    | -                    | -             | -             | -             | 0      | 0      |
| Усього за «Млада Болеслав» | Усього за «Млада Болеслав» | Усього за «Млада Болеслав» | 1         | 0         |                    | 0                  | 0                  |                      | -                    | -                    |               | -             | -             | 1      | 0      |
| 2012–13                    | «Анкараспор»               | 2 ліга                     | ?         | ?         | КТ                 | ?                  | ?                  | -                    | -                    | -                    | -             | -             | -             | 0+     | 0+     |
| 2013–14                    | «Фетхієспор»               | 1 ліга                     | 33        | 2         | КТ                 | 4                  | 1                  | -                    | -                    | -                    | -             | -             | -             | 37     | 3      |
| лип.-гр. 2014              | «Анкараспор»               | 1 ліга                     | 0         | 0         | КТ                 | 0                  | 0                  | -                    | -                    | -                    | -             | -             | -             | 0      | 0      |
| Усього за «Анкараспор»     | Усього за «Анкараспор»     | Усього за «Анкараспор»     | 0         | 0         |                    | 0                  | 0                  |                      | -                    | -                    |               | -             | -             | 0      | 0      |
| кв.-чер. 2015              | «Кедах»                    | ЧМ                         | 6         | 3         | КМ                 | 0                  | 0                  | -                    | -                    | -                    | -             | -             | -             | 6      | 3      |
| Усього за кар'єру          | Усього за кар'єру          | Усього за кар'єру          | 40        | 5         |                    | 4                  | 1                  |                      | -                    | -                    |               | -             | -             | 44     | 6      |

### Статистика виступів у збірній
| Матчі й голи Лірідона Краснікі за збірну Косова | Матчі й голи Лірідона Краснікі за збірну Косова | Матчі й голи Лірідона Краснікі за збірну Косова       | Матчі й голи Лірідона Краснікі за збірну Косова | Матчі й голи Лірідона Краснікі за збірну Косова | Матчі й голи Лірідона Краснікі за збірну Косова | Матчі й голи Лірідона Краснікі за збірну Косова |
| №                                               | Дата                                            | Місце проведення                                      | Суперник                                        | Рахунок                                         | Голи                                            | Змагання                                        |
| ----------------------------------------------- | ----------------------------------------------- | ----------------------------------------------------- | ----------------------------------------------- | ----------------------------------------------- | ----------------------------------------------- | ----------------------------------------------- |
| 1                                               | 5 березня 2014                                  | Олімпійський стадіон Адема Яшарі, Косовська Мітровіца | Гаїті                                           | 0:0                                             | —                                               | Товариський матч                                |
| 2                                               | 25 травня 2014                                  | Стад де Женев, Женева                                 | Сенегал                                         | 1:3                                             | —                                               | Товариський матч                                |
| 3                                               | 10 жовтня 2015                                  | Міський стадіон, Приштина                             | Екваторіальна Гвінея                            | 2:0                                             | —                                               | Товариський матч                                |

Загалом: 3 матча / 0 голів; eu-football.info [Архівовано 4 січня 2018 у Wayback Machine.].

## Досягнення

### Клубні
Млада Болеслав
- Кубок Чехії
  -  Володар (1): 2010-11

Кедах
- Прем'єр-ліга Малайзії
  -  Чемпіон (1): 2015

- Кубок Малайзії
  -  Володар (1): 2016

- Кубок Футбольної асоціації Малайзії
  -  Володар (1): 2017

- Суперкубок Малайзії
  -  Володар (1): 2017

Джохор Дарул Тазім
- Ліга Супер
  -  Чемпіон (1): 2020

- Суперкубок Малайзії
  -  Володар (1): 2020

### Індивідуальні
- Найкращий гравець команди Кедах місяця: березень 2016
- Найпопулярніший гравець Національної Футбольної Ліги Малайзії (за версією уболівальників): 2016
- Найкраща 11-ка Національної Футбольної Ліги Малайзії (за версією уболівальників): 2016